# Pettibonesia furcosetosa
Pettibonesia furcosetosa är en ringmaskart som först beskrevs av Loshamn 1981.  Pettibonesia furcosetosa ingår i släktet Pettibonesia och familjen Polynoidae. Arten är reproducerande i Sverige. Inga underarter finns listade i Catalogue of Life.